# Каталог Генрі Дрейпера
Катало́г Ге́нрі Дре́йпера (Henry Draper Catalogue, HD) — астрономічний каталог, що містить спектроскопічну інформацію щодо 225 300 яскравих зір, які пронумеровано у простому порядку зростання їх прямих піднесень.
Каталог підготовлено Енні Джамп Кеннон та її колегами з Гарвардської обсерваторії (зокрема Вільяміною Флемінг) під керівництвом Едуарда Чарлза Пікерінга на початку XX сторіччя. Його було видано з 1918 до 1924 років та названо на честь астронома Генрі Дрейпера, чия вдова пожертвувала гроші на створення каталогу.
Каталог вкриває все небо та містить усі зорі до 8,25 зоряної величини, а також значну кількість тьмяніших зір (до 9,5m у північній півкулі та до 10,5m — у південній. Пізніше було видано доповнення до нього Henry Draper Extension (HDE), яке містить дані більш ніж 400 тис. зір.
Каталог був першою спробою систематичного вивчення спектрів зір. Їх було відсортовано за так званою гарвардською класифікацією, що застосовується досі та є однією з основ астрофізики.